# 영신고등학교 (서울)
영신고등학교(永新高等學校)는 대한민국 서울특별시 영등포구 신길동에 있는 공립 고등학교이다.

## 학교 연혁
- 1990년 1월 20일 : 영신고등학교 설립인가
- 1990년 3월 1일 : 초대 김덕순 교장 취임
- 1990년 3월 3일 : 제1회 입학식
- 1990년 4월 24일 : 개교식 거행
- 1993년 2월 12일 : 제1회 졸업식
- 2019년 1월 7일 : 제27회 졸업식
- 2019년 3월 2일 : 제30회 입학식
- 2020년 3월 2일 : 제12대 장상술 교장 취임
- 2023년 3월 2일 : 제13대 조경순 교장 취임

## 참고 자료
- 영신고등학교 - 한국교육학술정보원 학교알리미